# Edmund Boyle (8e comte de Cork)
Edmund Boyle, 8e comte de Cork et Orrery (21 octobre 1767 - 29 juin 1856), titré vicomte Dungarvan de 1768 à 1798, est un militaire et pair irlandais.

## Biographie
Il est le fils aîné survivant d'Edmund Boyle (7e comte de Cork) et de sa première épouse Anne, fille de Kelland Courtenay.
Il est enseigne dans le 22e régiment de fantassins le 16 avril 1785. Il est promu lieutenant dans le 100e régiment de fantassins le 10 décembre 1785.
Le 27 mai 1787, il est nommé lieutenant dans le Somersetshire Regiment of Militia et promu capitaine le 22 avril 1789.
Le 27 janvier 1791, il est promu capitaine dans une compagnie indépendante, d'une lieutenance dans le 34e Régiment d'infanterie, et peu de temps après échangé avec le 14e Régiment d'infanterie. Le 5 avril 1794, il est promu au grade de major dans le 87e Régiment de fantassins récemment levé et promu lieutenant-colonel du régiment le 19 juillet. Le 20 janvier 1795, il échange avec le Devonshire Regiment. Dungarvan échange le poste de capitaine d'une compagnie des Coldstream Guards le 21 mai 1796 et est nommé aide de camp de George III le 9 janvier 1798.
En juillet 1803, il échange la demi-solde du 4e régiment d'infanterie pour devenir colonel d'un bataillon d'infanterie de réserve, le 16e bataillon de garnison. Le 27 mai 1825, il est breveté général. Le comte est nommé chevalier de l'Ordre de Saint-Patrick le 22 juillet 1835.

## Vie privée
Le 9 octobre 1795, il épouse sa cousine germaine Isabella Henrietta Poyntz (décédée le 29 novembre 1843), fille de William Poyntz (1734-1809) et de son épouse Isabella, fille de Kelland Courtenay. (Son jeune frère, Courtenay Boyle, épouse la sœur d'Isabella Henrietta, Carolina Amelia, en 1799; le frère des sœurs est William Stephen Poyntz) Edmund et Isabella ont neuf enfants,: 
- Lady Isabella-Elizabeth Boyle (4 février 1797-27 décembre 1829)
- Edmund William Boyle, vicomte Dungarvan (2 avril 1798 - 1er janvier 1826)
- George Richard Boyle (22 septembre 1799 - 8 septembre 1810)
- Charles Boyle, vicomte Dungarvan (6 décembre 1800 - 25 août 1834), marié le 18 mars 1828 Catherine St Lawrence, fille de William St Lawrence, 2e comte de Howth, qui ont Richard Boyle (9e comte de Cork) et William George Boyle.
- John Boyle (13 mars 1803 - 6 décembre 1874), marié le 10 décembre 1835, à Cecilia de Ros, fille d'Henry FitzGerald
- Lady Lucy Georgina Boyle (19 mars 1804 - 31 août 1827)
- Lady Louisa Boyle (16 septembre 1806 - 30 mai 1826)
- Robert Edward Boyle (en) (1809–1854)
- Richard Cavendish Boyle (28 février 1812 - 30 mars 1886), aumônier de la reine Victoria, épouse Eleanor Vere Gordon, fille d'Alexander Gordon.

Dans le Somerset, il vit à Marston House dans l'enceinte de Marston Bigot Park. Il emploie Jeffry Wyatville en 1817 pour embellir le bloc central avec quatre colonnes ioniques. Wyattville est connu localement pour son travail à Longleat puis à l'église Saint-Jean-Baptiste de Frome au cours de la même décennie.
En 1821, à l'angle de Hill Street et de la place du marché de Frome, le comte est persuadé par Thomas Bunn de construire une salle de réunion au-dessus d'un marché couvert, dans le style de la renaissance grecque; en 1822, la rue est renommée Cork Street,. Ils travaillent ensemble sur divers autres projets, dont les écoles nationale et Christ Church Church, avec le comte comme président du comité. Le comte contribue à des œuvres de bienfaisance locales telles que le Blanket Fund et le Coal Fund, à la fois pour le soulagement des pauvres, et a présidé des réunions de la Frome Savings Bank .
Il meurt le 29 juin 1856 et son petit-fils Richard lui succède.